# 5297 Schinkel
5297 Schinkel è un asteroide della fascia principale. Scoperto nel 1973, presenta un'orbita caratterizzata da un semiasse maggiore pari a 2,2616482 UA e da un'eccentricità di 0,1253414, inclinata di 6,52902° rispetto all'eclittica.